# 2010 en Lorraine
Chronologie de la Lorraine
- 2006
- 2007
- 2008
- 2009
- 2010
- 2011
- 2012
- 2013
- 2014

Cette page est une liste d'événements qui se sont produits durant l'année 2010 en Lorraine.

## Éléments de contexte
En 2006, 2007, 2008 et 2010, Nancy a été élue « ville la plus agréable de France » par le magazine Le Nouvel Observateur.

## Événements

Logo de La semaine.

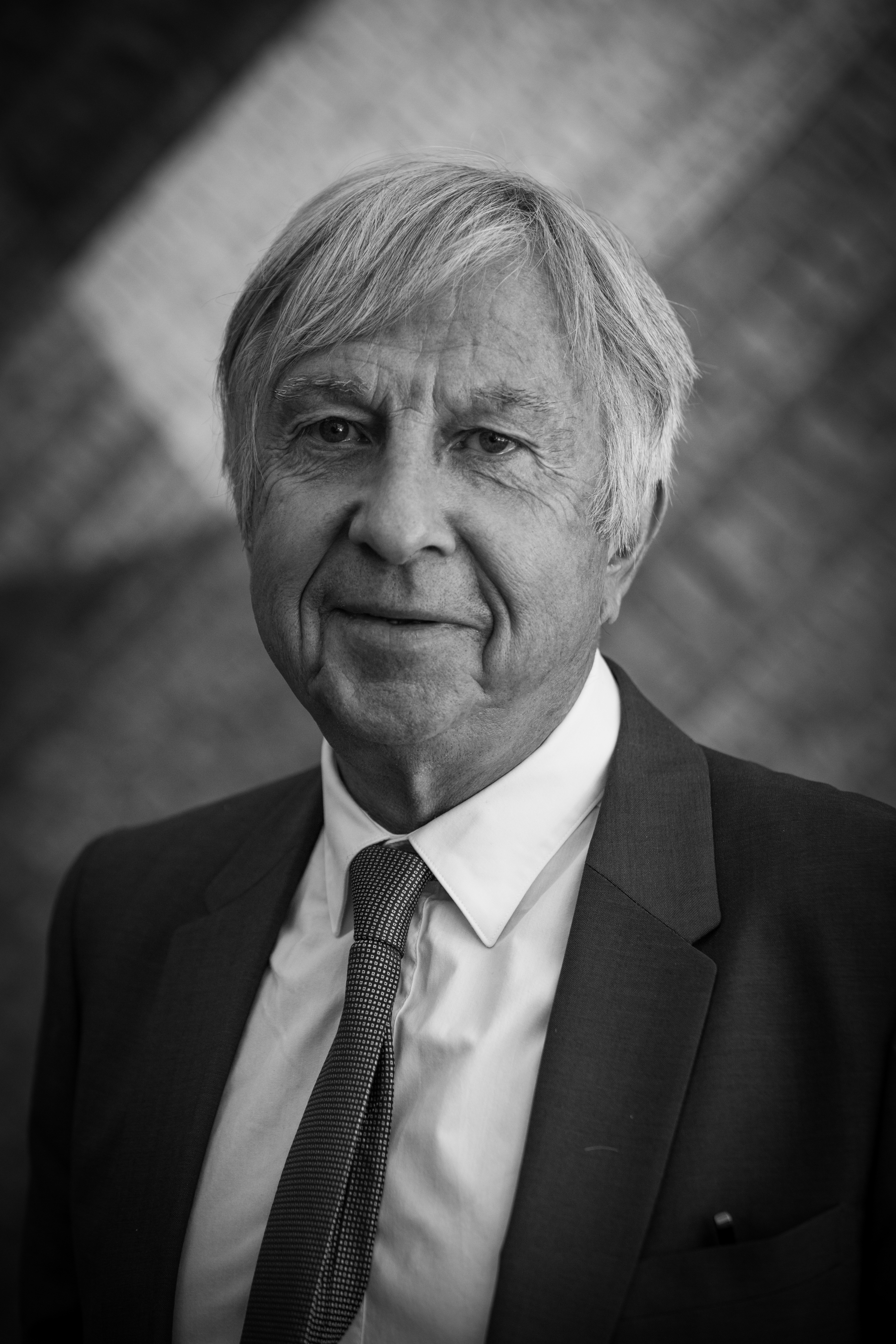
Jean-Pierre Masseret par Claude Truong-Ngoc

- Inauguration du centre Pompidou à Metz.
- Ouverture de Center Parcs, Domaine des Trois Forêts à Hattigny[1].
- Mise en service de la Passerelle de Baccarat, pont en poutre en treillis type Howe [2].
- Inauguration à Gérardmer du tremplin tremplin des Bas-Rupts. De taille moyenne (K 65), il sera également utilisé en été[3]. Il a notamment été utilisé lors des Jeux nordiques de l'OPA 2014.
- Metz Handball remporte la Coupe de France de Handball Féminin ainsi que la Coupe de la Ligue française de handball féminin.
- Sortie de Henry, film français réalisé par Kafka et Pascal Rémy et tourné en Meurthe-et-Moselle[4].
- Depuis 2010, Miss Lorraine est une marque déposée par la société Miss France SAS.
- Depuis 2010, La Nouvelle revue lorraine a pris la suite de La Revue lorraine populaire. Elle propose des articles sur l'histoire de la Lorraine, ses terroirs et ses traditions.
- Création de l'édition nancéïenne de La Semaine, hebdomadaire, qui ne comptait jusque là que l'édition messine créée en 2005.
- Tournage à Rombas, Piennes et à Tucquegnieux du film Ich bin eine Terroristin (Je suis une terroriste) de Valérie Gaudissart[5]
- Tournage à Metz du film Henry de Kafka et Pascal Rémy[4]
- Les vins de Moselle bénéficient de l'AOC[1].

### Mars
- 14 et 21 mars : élections régionales. Jean-Pierre Masseret conserve la présidence du Conseil Régional de Lorraine[6].
- 15 mars : première diffusion sur Canal + de En chantier, monsieur Tanner, téléfilm français réalisé par Stefan Liberski, libre adaptation du roman[7] vécu de Jean-Paul Dubois, Vous plaisantez, monsieur Tanner. Cette œuvre a été partiellement tournée à Montmédy.

### Mai
- La 672e foire de Nancy se déroule cours Léopold et place Carnot.
- 21 mai : Image plus devient Vosges Télévision , chaîne de télévision locale française diffusée sur le câble et sur la TNT dans l'agglomération d'Épinal et Vittel[8].

### Juin
- RTL9 ferme son antenne régionale à Metz[9].
- 5 juin : huitième marche des fiertés LGBT (Gay Pride) à Metz[10]
- 10 juin : lancement de Mirabelle TV, une chaîne axée sur la Moselle, disponible sur la TNT. Ses programmes sont variés : information, magazines, sport (retransmission des matches du FC Metz.).
- 16 juin : dissolution du 2e régiment du génie, créé le 12 mai 1814 par ordonnance royale à partir des bataillons de sapeurs et de mineurs qui avaient participé aux campagnes de la Révolution et de l'Empire. Il était le régiment de tradition de la ville de Metz[11].
- 25 au 27 juin : 55ème Rallye de Lorraine remporté par Benoît Rousselot et Gilles Mondésir sur une Peugeot 307 WRC[12].

### Août
- La Reine de la mirabelle 2010 est Caroline Semin[13]

### Octobre
- 7 octobre : EDF annonce son ambition de faire fonctionner la centrale nucléaire de Cattenom au-delà de 40 ans car aucun obstacle technique ne s'y oppose. Cela devrait se formaliser par la préparation d'un dossier de prolongation de l'exploitation entre 2016 et 2022. Des investissements de 2,4 milliards d'euros sur 20 ans serviront à moderniser les salles de commandes, les alternateurs et les générateurs de vapeur. Les cuves contenant les barres radioactives, les bâtiments-réacteur et les enceintes de confinement ne seraient pas concernés puisqu'en parfait état. Ce programme doit servir de modèle aux autres centrales à eau pressurisée de 1 300 MW du parc nucléaire français pour lesquelles EDF envisage de poursuivre l'exploitation au-delà de 40 ans.
- 7, 8, 9 et 10 octobre : Festival international de géographie, à Saint-Dié-des-Vosges, sur le thème : La forêt, or vert des Hommes ? Gestion - Protection - Exploitation durable.

## Décès

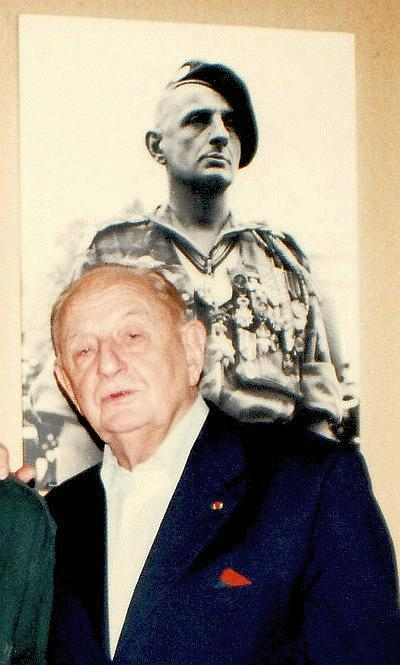
General Marcel Bigeard, en 1996 devant un portrait de 1956

- 10 janvier à  Toul : Arnaud Vaillant, né le 25 mars 1973 à Reims, joueur professionnel français de hockey sur glace qui évoluait en position d'ailier[14].
- 13 janvier à Lorry-les-Metz : Pierre Belleville, né le 6 février 1924 à Paris, intellectuel et responsable associatif français.
- 3 février à Aumontzey : Yvan Homel, né le 24 avril 1924 , résistant et homme politique français.
- 8 avril à Épinal : Guillaume Cecutti[15], ou Guglielmo Cecutti, joueur de football français, né à Épinal le 20 octobre 1970 .
- 25 avril : Ugo Anzile né le 2 février 1931 à Pocenia, dans la province d'Udine, dans la région du Frioul-Vénétie julienne, dans le nord-est de l'Italie décédé à Metz, coureur cycliste italien des années 1950, naturalisé français, le 15 octobre 1954, licencié de La Pédale Mosellane de Metz.
- 18 juin, à Toul : Marcel Bigeard, né le 14 février 1916, militaire et homme politique français. Il a la singularité d’avoir été appelé sous les drapeaux comme homme du rang, 2e classe, en 1936 et d’avoir terminé sa carrière militaire en 1976 comme officier général à quatre étoiles (général de corps d’armée).
- 27 juillet à Cerville (Meurthe-et-Moselle) : Robert Caël, né le 3 octobre 1930 à Avricourt (Moselle), peintre français.
- 21 septembre à Laxou[16] : Primo Basso (né le 13 mai 1926[17] à Pont-à-Mousson), professeur, traducteur, romancier et auteur de théâtre[18].
- 16 novembre à Remiremont : Michel Chabrier, né le 26 janvier 1948 à Remiremont, athlète français, spécialiste du lancer du disque.
- 19 novembre à Metz : Marcel Robin, né le 14 mai 1924 à Aizenay (Vendée), sociologue français.